# Joseph Anton Mahlknecht

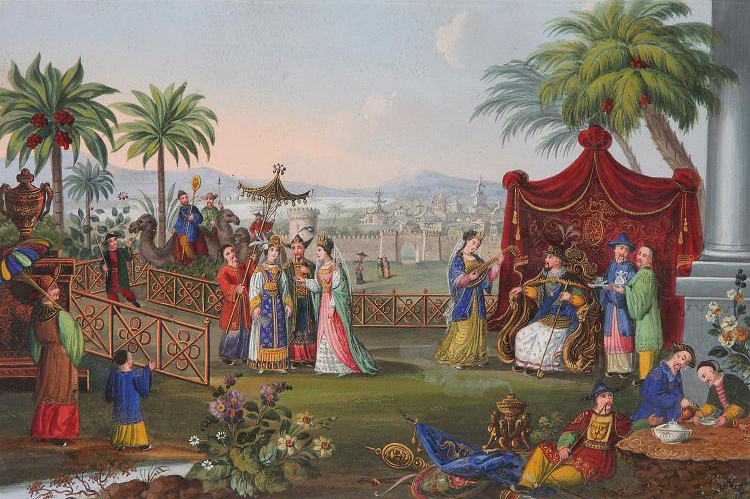
Der chinesische Kaiser und sein Hof

Joseph Anton Mahlknecht (* 22. Juli 1827 in St. Ulrich in Gröden (Südtirol); † 6. April 1869 in München) war ein österreichischer Maler.
Mahlknecht besuchte das Gymnasium in Brixen, studierte klassische Philologie und Ästhetik an der Leopold-Franzens-Universität Innsbruck bei Alois Flir, danach bildete er sich ab dem 16. November 1850 an der Königlichen Akademie der Künste in München bei Johann von Schraudolph und Philipp von Foltz und an der Akademie der bildenden Künste Wien bei Joseph von Führich fort.
Mahlknecht unternahm eine Studienreise nach Oberitalien und blieb längere Zeit in Rom, kam dann um 1862 wieder nach München, wo er bis zu seinem Tode verblieb.
Neben Porträts schuf er Gemälde mit historischen, mythologischen und religiösen Themen.